# ドロギFC
ドロギ・フトバッル・ツルブ（Dorogi Futball Club）は、ハンガリーのコマーロム・エステルゴム県ドログをホームタウンとするサッカークラブである。

## 歴史
クラブは1914年春にドロギ・アトレーティカイ・エーシュ・フトバッル・ツルブ (Dorogi Atlétikai és Futball Club) として創設され、後にドロギ・アトレーティカイ・ツルブ (DAC) に改称された。1920年代半ばから長年にわたってドログ炭鉱が主なスポンサーであった。最初のクラブカラーは緑と白であったが、後に赤と黒に変更された。紋章も変更されたが、1920年代にはすでに鉱山に関係する槌とくさびが描かれていた。
クラブ名はドロギ・タールナ (Dorogi Tárna)、ドロギ・バーニャース (Dorogi Bányász)、ドロギ・シュポルト・エジェシュレト (Dorogi Sport Egyesület)、ブダラック・コンゾルツィウムFCドログ (Budalakk Konzorcium FC Dorog) などを経て、ドロギ・フトバッル・ツルブに改称された。
1945年にネムゼティ・バイノクシャーグIに初参加、1952年にマジャル・クパで準優勝した。

## 欧州の成績
| シーズン | 大会               | ラウンド   | 対戦相手               | ホーム | アウェー | 合計 |  |
| -------- | ------------------ | ---------- | ---------------------- | ------ | -------- | ---- |  |
| 1962-63  | インタートトカップ | グループA3 | パドヴァ               | 3-1    | 0-1      | 2位  |  |
| 1962-63  | インタートトカップ | グループA3 | ラ・ショー＝ド＝フォン | 4-1    | 0-1      | 2位  |  |
| 1962-63  | インタートトカップ | グループA3 | スパルタク・プルゼニ   | 4-2    | 2-7      | 2位  |  |

## 歴代監督
- ブザーンスキー・イェネー 1961-1965, 1967-1969

## 歴代所属選手
- グロシチ・ジュラ 1943-1947
- ブザーンスキー・イェネー 1947-1960